# Vuelta a Colombia 2018
La 68.ª edición de la competición ciclista Vuelta a Colombia (nombre oficial: Vuelta a Colombia Ministerio de Transporte Seguridad Vial) fue una carrera de ciclismo en ruta por etapas que se celebró en Colombia entre el 5 y el 19 de agosto de 2018 con inicio en la ciudad de Pereira, Risaralda y final en la ciudad de Medellín, Antioquia sobre un recorrido de 2 073,3 kilómetros.
La carrera se realizó como una competencia de categoría nacional no UCI siendo parte del calendario de la Federación Colombiana de Ciclismo para 2018 y fue ganada por el corredor ecuatoriano Jonathan Caicedo del equipo Team Medellín, quien se convirtió en el quinto ciclista extranjero y primer ecuatoriano en ganar la Vuelta a Colombia. El podio lo completaron, en segundo lugar Juan Pablo Suárez (EPM) y en tercer lugar Óscar Sevilla (Team Medellín).

## Recorrido
El máximo evento ciclístico por etapas del país recorrió los departamentos de Risaralda, Quindío, Valle del Cauca, Caldas, Tolima, Cundinamarca, Boyacá, Santander, y Antioquia distribuido en 13 etapas. La carrera empezó con un prólogo de una fracción de 8,2 kilómetros por los alrededores de la ciudad de Pereira, más adelante, la carrera visitó los departamentos del Valle del Cauca, Quindío, Caldas y Tolima; donde se asciende los ya conocidos puertos de la Torre de Chipre en Manizales en la 3.ª etapa, y el Alto de La Línea en la 4.ª etapa considerado como uno de los 3 puertos míticos de la Vuelta a Colombia. Después la carrera deja el eje cafetero para llegar a los departamentos de Cundinamarca y Boyacá, donde en la 7.ª etapa termina con una contrarreloj individual de 41,5 kilómetros entre Paipa y Tunja para conmemorar el mismo recorrido del Campeonato del Mundo Contrarreloj de 1995 ganado por Miguel Induráin.
Tras el día de descanso, la etapa 8.ª rindió un homenaje a uno de los ciclista activo más importante del ciclismo colombiano: Nairo Quintana; iniciando desde su ciudad natal Tunja y pasando por las calles de Arcabuco y recorriendo toda la vía donde Nairo se inició como ciclista para luego continuar su recorrido hacia el departamento de Santander con una etapa para los velocistas con final en el municipio de Barichara. La 9.ª etapa fue la cereza del pastel (etapa reina) de la carrera con la ascensión a los puertos del Caserón de Piedra, Alto de los Padres y el Páramo de Berlín comúnmente llamado el Peaje Picacho, de fuera de categoría (3493 m s. n. m.), una ascensión de 47 kilómetros con rampas de hasta del 9% de desnivel, donde la exigencia a la hora de ascenderlo en bicicleta es el calor y la humedad de la zona donde solo los más fuertes se acomodaron en la clasificación general. Después la carrera se dirige hacia el puerto petrolero de Barrancabermeja con dos etapas para los velocistas en las ciudades de Barrancabermeja y Puerto Boyacá. Tras doce días de competencia, la carrera continuó hacia el departamento de Antioquia con la última etapa de montaña hacia el alto de la La Unión, y finalmente con epicentro en la hermosa ciudad de Medellín. La capital del departamento despidió el máximo evento ciclístico por etapas con un circuito de 100 kilómetros, por las calles de Medellín.

## Equipos participantes
Tomaron parte en la carrera 21 equipos: 1 de categoría Profesional Continental; 7 de categoría Continental y 13 de categoría amateur. Formando así un pelotón de 179 ciclistas de los que terminaron 121. Los equipos participantes fueron:
| Equipo continental profesional- Manzana Postobón Equipos continentales (7)- Bicicletas Strongman - Coldeportes Zenú - Orgullo Paisa - EPM - Medellín-Éxito - GW Shimano - Illuminate Equipos ciclistas aficionados (6)- Aguardiente Néctar 4WD IMRD Chía - EBSA Empresa de Energía Boyacá - Fuerzas Armadas-Ejército Nacional - Tolima es Pasión - Depormundo Smartex Aroma y Tanga - Sundark Arawak Equipos regionales y de clubes (6)- Supergiros - Boyacá es Para Vivirla - Sogamoso Incluyente IRDS - AV Villas - Soacha Juntos Formando Ciudad - BetPlay Cycling Team Unknown team category- Deprisa |
| |

## Etapas
La Vuelta a Colombia dispuso de 13 etapas más un prólogo, distribuido en 1 etapa contrarreloj, 3 etapas llanas, 5 etapas de media montaña y 4 etapas de alta montaña sobre un recorrido total de 2073,3 kilómetros. Un recorrido claramente definido para ciclistas especialistas en la montaña.
| Etapa      | Fecha     | Recorrido                       | type                    | Distancia (km) | Ganador                   | Líder             |
| ---------- | --------- | ------------------------------- | ----------------------- | -------------- | ------------------------- | ----------------- |
| Prólogo    | 5 de ago  | Pereira – Pereira               | contrarreloj individual | 8,2            | Rodrigo Contreras         | Rodrigo Contreras |
| 1.ª etapa  | 6 de ago  | Pereira – Palmira               | etapa llana             | 190,7          | Juan Sebastián Molano     | Rodrigo Contreras |
| 2.ª etapa  | 7 de ago  | Palmira – Armenia               | etapa de media montaña  | 162,7          | Diego Ochoa               | Rodrigo Contreras |
| 3.ª etapa  | 8 de ago  | Armenia – Manizales             | etapa de montaña        | 187,8          | Sergio Higuita            | Juan Pablo Suárez |
| 4.ª etapa  | 9 de ago  | Manizales – Ibagué              | etapa de montaña        | 174,9          | Walter Pedraza            | Jonathan Caicedo  |
| 5.ª etapa  | 10 de ago | Ibagué – Fusagasugá             | etapa de media montaña  | 134,6          | Juan Pablo Suárez         | Jonathan Caicedo  |
| 6.ª etapa  | 11 de ago | Tocancipá – Sogamoso            | etapa escarpada         | 174,5          | Carlos Quintero           | Jonathan Caicedo  |
| 7.ª etapa  | 12 de ago | Paipa – Tunja                   | contrarreloj individual | 41,5           | Rodrigo Contreras         | Jonathan Caicedo  |
|            | 13 de ago | Día de descanso                 | Día de descanso         |                |                           |                   |
| 8.ª etapa  | 14 de ago | Tunja – Barichara               | etapa escarpada         | 207,9          | Frank Osorio              | Jonathan Caicedo  |
| 9.ª etapa  | 15 de ago | San Gil – Bucaramanga           | etapa de montaña        | 147,2          | Freddy Montaña            | Jonathan Caicedo  |
| 10.ª etapa | 16 de ago | Bucaramanga – Barrancabermeja   | etapa llana             | 125            | Juan Sebastián Molano     | Jonathan Caicedo  |
| 11.ª etapa | 17 de ago | Barrancabermeja – Puerto Boyacá | etapa llana             | 221,3          | José Serpa                | Jonathan Caicedo  |
| 12.ª etapa | 18 de ago | Puerto Boyacá – La Unión        | etapa de montaña        | 201            | Salvador Moreno Hernández | Jonathan Caicedo  |
| 13.ª etapa | 19 de ago | Medellín – Medellín             | etapa escarpada         | 100            | Juan Sebastián Molano     | Jonathan Caicedo  |

## Desarrollo de la carrera

### Prólogo
| Pereira - Pereira | contrarreloj individual | (8,2 km) |

| \| Clasificación de la etapa \| Clasificación de la etapa \| Clasificación de la etapa \| Clasificación de la etapa \| Clasificación de la etapa \| \| Ciclista \| Ciclista \| Equipo \| Tiempo \| \| \| ------------------------- \| ------------------------- \| ------------------------- \| ------------------------- \| ------------------------- \| \| 1.º \| Rodrigo Contreras \| EPM \| 10 min 54 s \| \| \| 2.º \| Juan Pablo Suárez \| EPM \| + 13 s \| \| \| 3.º \| José Tito Hernández \| Aguardiente Antioqueño \| + 14 s \| \| \| 4.º \| Óscar Sevilla \| Medellín \| + 16 s \| \| \| 5.º \| Jhojan García \| Manzana Postobón \| + 21 s \| \| \| 6.º \| Bernardo Suaza \| Manzana Postobón \| + 25 s \| \| \| 7.º \| Juan Pablo Rendón \| GW Shimano \| + 30 s \| \| \| 8.º \| Alex Cano \| Coldeportes-Zenú \| + 31 s \| \| \| 9.º \| Wilmar Paredes \| Manzana Postobón \| + 32 s \| \| \| 10.º \| Sergio Higuita \| Manzana Postobón \| + 33 s \| \| |                     |                        |             |
| |                     |                        |             |
| |                     |                        |             |
| Clasificación de la etapa |                     |                        |             |
| Ciclista | Ciclista            | Equipo                 | Tiempo      |
| 1.º | Rodrigo Contreras   | EPM                    | 10 min 54 s |
| 2.º | Juan Pablo Suárez   | EPM                    | + 13 s      |
| 3.º | José Tito Hernández | Aguardiente Antioqueño | + 14 s      |
| 4.º | Óscar Sevilla       | Medellín               | + 16 s      |
| 5.º | Jhojan García       | Manzana Postobón       | + 21 s      |
| 6.º | Bernardo Suaza      | Manzana Postobón       | + 25 s      |
| 7.º | Juan Pablo Rendón   | GW Shimano             | + 30 s      |
| 8.º | Alex Cano           | Coldeportes-Zenú       | + 31 s      |
| 9.º | Wilmar Paredes      | Manzana Postobón       | + 32 s      |
| 10.º | Sergio Higuita      | Manzana Postobón       | + 33 s      |

| \| Clasificación general \| Clasificación general \| Clasificación general \| Clasificación general \| Clasificación general \| \| Ciclista \| Ciclista \| Equipo \| Tiempo \| \| \| --------------------- \| --------------------- \| ---------------------- \| --------------------- \| --------------------- \| \| 1.º \| Rodrigo Contreras \| EPM \| 10 min 54 s \| \| \| 2.º \| Juan Pablo Suárez \| EPM \| + 13 s \| \| \| 3.º \| José Tito Hernández \| Aguardiente Antioqueño \| + 14 s \| \| \| 4.º \| Óscar Sevilla \| Medellín \| + 16 s \| \| \| 5.º \| Jhojan García \| Manzana Postobón \| + 21 s \| \| \| 6.º \| Bernardo Suaza \| Manzana Postobón \| + 25 s \| \| \| 7.º \| Juan Pablo Rendón \| GW Shimano \| + 30 s \| \| \| 8.º \| Alex Cano \| Coldeportes-Zenú \| + 31 s \| \| \| 9.º \| Wilmar Paredes \| Manzana Postobón \| + 32 s \| \| \| 10.º \| Sergio Higuita \| Manzana Postobón \| + 33 s \| \| |                     |                        |             |
| |                     |                        |             |
| |                     |                        |             |
| Clasificación general |                     |                        |             |
| Ciclista | Ciclista            | Equipo                 | Tiempo      |
| 1.º | Rodrigo Contreras   | EPM                    | 10 min 54 s |
| 2.º | Juan Pablo Suárez   | EPM                    | + 13 s      |
| 3.º | José Tito Hernández | Aguardiente Antioqueño | + 14 s      |
| 4.º | Óscar Sevilla       | Medellín               | + 16 s      |
| 5.º | Jhojan García       | Manzana Postobón       | + 21 s      |
| 6.º | Bernardo Suaza      | Manzana Postobón       | + 25 s      |
| 7.º | Juan Pablo Rendón   | GW Shimano             | + 30 s      |
| 8.º | Alex Cano           | Coldeportes-Zenú       | + 31 s      |
| 9.º | Wilmar Paredes      | Manzana Postobón       | + 32 s      |
| 10.º | Sergio Higuita      | Manzana Postobón       | + 33 s      |

### 1.ª etapa
| Pereira - Palmira | etapa llana | (190,7 km) |

| \| Clasificación de la etapa \| Clasificación de la etapa \| Clasificación de la etapa \| Clasificación de la etapa \| Clasificación de la etapa \| \| Ciclista \| Ciclista \| Equipo \| Tiempo \| \| \| ------------------------- \| ------------------------- \| ------------------------------ \| ------------------------- \| ------------------------- \| \| 1.º \| Juan Sebastián Molano \| Manzana Postobón \| 4 h 07 min 42 s \| \| \| 2.º \| Luis Carlos Chía \| AV Villas \| + 0 s \| \| \| 3.º \| Cristian Talero \| GW Shimano \| + 0 s \| \| \| 4.º \| Jaime Castañeda \| Aguardiente Antioqueño \| + 0 s \| \| \| 5.º \| Jordan Parra \| Manzana Postobón \| + 0 s \| \| \| 6.º \| Jhonathan Ospina \| GW Shimano \| + 0 s \| \| \| 7.º \| José Jaimes \| EBSA Empresa de Energía Boyacá \| + 0 s \| \| \| 8.º \| Steven Cuesta \| Deprisa \| + 0 s \| \| \| 9.º \| Weimar Roldán \| Medellín \| + 0 s \| \| \| 10.º \| Johan Colón \| Coldeportes-Zenú \| + 0 s \| \| |                       |                                |                 |
| |                       |                                |                 |
| |                       |                                |                 |
| Clasificación de la etapa |                       |                                |                 |
| Ciclista | Ciclista              | Equipo                         | Tiempo          |
| 1.º | Juan Sebastián Molano | Manzana Postobón               | 4 h 07 min 42 s |
| 2.º | Luis Carlos Chía      | AV Villas                      | + 0 s           |
| 3.º | Cristian Talero       | GW Shimano                     | + 0 s           |
| 4.º | Jaime Castañeda       | Aguardiente Antioqueño         | + 0 s           |
| 5.º | Jordan Parra          | Manzana Postobón               | + 0 s           |
| 6.º | Jhonathan Ospina      | GW Shimano                     | + 0 s           |
| 7.º | José Jaimes           | EBSA Empresa de Energía Boyacá | + 0 s           |
| 8.º | Steven Cuesta         | Deprisa                        | + 0 s           |
| 9.º | Weimar Roldán         | Medellín                       | + 0 s           |
| 10.º | Johan Colón           | Coldeportes-Zenú               | + 0 s           |

| \| Clasificación general \| Clasificación general \| Clasificación general \| Clasificación general \| Clasificación general \| \| Ciclista \| Ciclista \| Equipo \| Tiempo \| \| \| --------------------- \| --------------------- \| ---------------------- \| --------------------- \| --------------------- \| \| 1.º \| Rodrigo Contreras \| EPM \| 4 h 18 min 36 s \| \| \| 2.º \| Juan Pablo Suárez \| EPM \| + 13 s \| \| \| 3.º \| José Tito Hernández \| Aguardiente Antioqueño \| + 14 s \| \| \| 4.º \| Óscar Sevilla \| Medellín \| + 16 s \| \| \| 5.º \| Jhojan García \| Manzana Postobón \| + 21 s \| \| \| 6.º \| Bernardo Suaza \| Manzana Postobón \| + 25 s \| \| \| 7.º \| Juan Pablo Rendón \| GW Shimano \| + 30 s \| \| \| 8.º \| Alex Cano \| Coldeportes-Zenú \| + 31 s \| \| \| 9.º \| Sergio Higuita \| Manzana Postobón \| + 33 s \| \| \| 10.º \| Jonathan Caicedo \| Medellín \| + 38 s \| \| |                     |                        |                 |
| |                     |                        |                 |
| |                     |                        |                 |
| Clasificación general |                     |                        |                 |
| Ciclista | Ciclista            | Equipo                 | Tiempo          |
| 1.º | Rodrigo Contreras   | EPM                    | 4 h 18 min 36 s |
| 2.º | Juan Pablo Suárez   | EPM                    | + 13 s          |
| 3.º | José Tito Hernández | Aguardiente Antioqueño | + 14 s          |
| 4.º | Óscar Sevilla       | Medellín               | + 16 s          |
| 5.º | Jhojan García       | Manzana Postobón       | + 21 s          |
| 6.º | Bernardo Suaza      | Manzana Postobón       | + 25 s          |
| 7.º | Juan Pablo Rendón   | GW Shimano             | + 30 s          |
| 8.º | Alex Cano           | Coldeportes-Zenú       | + 31 s          |
| 9.º | Sergio Higuita      | Manzana Postobón       | + 33 s          |
| 10.º | Jonathan Caicedo    | Medellín               | + 38 s          |

### 2.ª etapa
| Palmira - Armenia | etapa de media montaña | (162,7 km) |

| \| Clasificación de la etapa \| Clasificación de la etapa \| Clasificación de la etapa \| Clasificación de la etapa \| Clasificación de la etapa \| \| Ciclista \| Ciclista \| Equipo \| Tiempo \| \| \| ------------------------- \| ------------------------- \| ------------------------- \| ------------------------- \| ------------------------- \| \| 1.º \| Diego Ochoa \| EPM \| 3 h 33 min 51 s \| \| \| 2.º \| Juan Pablo Suárez \| EPM \| + 0 s \| \| \| 3.º \| Johan Colón \| Coldeportes-Zenú \| + 0 s \| \| \| 4.º \| Aldemar Reyes Ortega \| Manzana Postobón \| + 0 s \| \| \| 5.º \| Óscar Sevilla \| Medellín \| + 0 s \| \| \| 6.º \| Germán Chaves \| Coldeportes-Zenú \| + 0 s \| \| \| 7.º \| Steven Cuesta \| Deprisa \| + 0 s \| \| \| 8.º \| Javier Gómez Pineda \| Boyacá es Para Vivirla \| + 0 s \| \| \| 9.º \| Jhojan García \| Manzana Postobón \| + 0 s \| \| \| 10.º \| Fabio Duarte \| Manzana Postobón \| + 0 s \| \| |                      |                        |                 |
| |                      |                        |                 |
| |                      |                        |                 |
| Clasificación de la etapa |                      |                        |                 |
| Ciclista | Ciclista             | Equipo                 | Tiempo          |
| 1.º | Diego Ochoa          | EPM                    | 3 h 33 min 51 s |
| 2.º | Juan Pablo Suárez    | EPM                    | + 0 s           |
| 3.º | Johan Colón          | Coldeportes-Zenú       | + 0 s           |
| 4.º | Aldemar Reyes Ortega | Manzana Postobón       | + 0 s           |
| 5.º | Óscar Sevilla        | Medellín               | + 0 s           |
| 6.º | Germán Chaves        | Coldeportes-Zenú       | + 0 s           |
| 7.º | Steven Cuesta        | Deprisa                | + 0 s           |
| 8.º | Javier Gómez Pineda  | Boyacá es Para Vivirla | + 0 s           |
| 9.º | Jhojan García        | Manzana Postobón       | + 0 s           |
| 10.º | Fabio Duarte         | Manzana Postobón       | + 0 s           |

| \| Clasificación general \| Clasificación general \| Clasificación general \| Clasificación general \| Clasificación general \| \| Ciclista \| Ciclista \| Equipo \| Tiempo \| \| \| --------------------- \| --------------------- \| ---------------------- \| --------------------- \| --------------------- \| \| 1.º \| Rodrigo Contreras \| EPM \| 7 h 52 min 27 s \| \| \| 2.º \| Juan Pablo Suárez \| EPM \| + 7 s \| \| \| 3.º \| José Tito Hernández \| Aguardiente Antioqueño \| + 14 s \| \| \| 4.º \| Óscar Sevilla \| Medellín \| + 16 s \| \| \| 5.º \| Jhojan García \| Manzana Postobón \| + 21 s \| \| \| 6.º \| Bernardo Suaza \| Manzana Postobón \| + 25 s \| \| \| 7.º \| Juan Pablo Rendón \| GW Shimano \| + 30 s \| \| \| 8.º \| Alex Cano \| Coldeportes-Zenú \| + 31 s \| \| \| 9.º \| Sergio Higuita \| Manzana Postobón \| + 33 s \| \| \| 10.º \| Jonathan Caicedo \| Medellín \| + 38 s \| \| |                     |                        |                 |
| |                     |                        |                 |
| |                     |                        |                 |
| Clasificación general |                     |                        |                 |
| Ciclista | Ciclista            | Equipo                 | Tiempo          |
| 1.º | Rodrigo Contreras   | EPM                    | 7 h 52 min 27 s |
| 2.º | Juan Pablo Suárez   | EPM                    | + 7 s           |
| 3.º | José Tito Hernández | Aguardiente Antioqueño | + 14 s          |
| 4.º | Óscar Sevilla       | Medellín               | + 16 s          |
| 5.º | Jhojan García       | Manzana Postobón       | + 21 s          |
| 6.º | Bernardo Suaza      | Manzana Postobón       | + 25 s          |
| 7.º | Juan Pablo Rendón   | GW Shimano             | + 30 s          |
| 8.º | Alex Cano           | Coldeportes-Zenú       | + 31 s          |
| 9.º | Sergio Higuita      | Manzana Postobón       | + 33 s          |
| 10.º | Jonathan Caicedo    | Medellín               | + 38 s          |

### 3.ª etapa
| Armenia - Manizales | etapa de montaña | (187,8 km) |

| \| Clasificación de la etapa \| Clasificación de la etapa \| Clasificación de la etapa \| Clasificación de la etapa \| Clasificación de la etapa \| \| Ciclista \| Ciclista \| Equipo \| Tiempo \| \| \| ------------------------- \| ------------------------- \| -------------------------------- \| ------------------------- \| ------------------------- \| \| 1.º \| Sergio Higuita \| Manzana Postobón \| 4 h 35 min 58 s \| \| \| 2.º \| Juan Pablo Suárez \| EPM \| + 2 s \| \| \| 3.º \| Jonathan Caicedo \| Medellín \| + 5 s \| \| \| 4.º \| Alex Cano \| Coldeportes-Zenú \| + 9 s \| \| \| 5.º \| Óscar Sevilla \| Medellín \| + 12 s \| \| \| 6.º \| Freddy Montaña \| EPM \| + 18 s \| \| \| 7.º \| Rodrigo Contreras \| EPM \| + 18 s \| \| \| 8.º \| Aristóbulo Cala \| Bicicletas Strongman Coldeportes \| + 20 s \| \| \| 9.º \| Didier Chaparro \| Supergiros \| + 22 s \| \| \| 10.º \| Sebastián Caro \| Deprisa \| + 24 s \| \| |                   |                                  |                 |
| |                   |                                  |                 |
| |                   |                                  |                 |
| Clasificación de la etapa |                   |                                  |                 |
| Ciclista | Ciclista          | Equipo                           | Tiempo          |
| 1.º | Sergio Higuita    | Manzana Postobón                 | 4 h 35 min 58 s |
| 2.º | Juan Pablo Suárez | EPM                              | + 2 s           |
| 3.º | Jonathan Caicedo  | Medellín                         | + 5 s           |
| 4.º | Alex Cano         | Coldeportes-Zenú                 | + 9 s           |
| 5.º | Óscar Sevilla     | Medellín                         | + 12 s          |
| 6.º | Freddy Montaña    | EPM                              | + 18 s          |
| 7.º | Rodrigo Contreras | EPM                              | + 18 s          |
| 8.º | Aristóbulo Cala   | Bicicletas Strongman Coldeportes | + 20 s          |
| 9.º | Didier Chaparro   | Supergiros                       | + 22 s          |
| 10.º | Sebastián Caro    | Deprisa                          | + 24 s          |

| \| Clasificación general \| Clasificación general \| Clasificación general \| Clasificación general \| Clasificación general \| \| Ciclista \| Ciclista \| Equipo \| Tiempo \| \| \| --------------------- \| --------------------- \| ---------------------- \| --------------------- \| --------------------- \| \| 1.º \| Juan Pablo Suárez \| EPM \| 12 h 28 min 28 s \| \| \| 2.º \| Rodrigo Contreras \| EPM \| + 15 s \| \| \| 3.º \| Sergio Higuita \| Manzana Postobón \| + 20 s \| \| \| 4.º \| Óscar Sevilla \| Medellín \| + 25 s \| \| \| 5.º \| Jonathan Caicedo \| Medellín \| + 36 s \| \| \| 6.º \| Alex Cano \| Coldeportes-Zenú \| + 37 s \| \| \| 7.º \| Jhojan García \| Manzana Postobón \| + 46 s \| \| \| 8.º \| José Tito Hernández \| Aguardiente Antioqueño \| + 1 min 04 s \| \| \| 9.º \| Fabio Duarte \| Manzana Postobón \| + 1 min 04 s \| \| \| 10.º \| Sebastián Caro \| Deprisa \| + 1 min 07 s \| \| |                     |                        |                  |
| |                     |                        |                  |
| |                     |                        |                  |
| Clasificación general |                     |                        |                  |
| Ciclista | Ciclista            | Equipo                 | Tiempo           |
| 1.º | Juan Pablo Suárez   | EPM                    | 12 h 28 min 28 s |
| 2.º | Rodrigo Contreras   | EPM                    | + 15 s           |
| 3.º | Sergio Higuita      | Manzana Postobón       | + 20 s           |
| 4.º | Óscar Sevilla       | Medellín               | + 25 s           |
| 5.º | Jonathan Caicedo    | Medellín               | + 36 s           |
| 6.º | Alex Cano           | Coldeportes-Zenú       | + 37 s           |
| 7.º | Jhojan García       | Manzana Postobón       | + 46 s           |
| 8.º | José Tito Hernández | Aguardiente Antioqueño | + 1 min 04 s     |
| 9.º | Fabio Duarte        | Manzana Postobón       | + 1 min 04 s     |
| 10.º | Sebastián Caro      | Deprisa                | + 1 min 07 s     |

### 4.ª etapa
| Manizales - Ibagué | etapa de montaña | (174,9 km) |

| \| Clasificación de la etapa \| Clasificación de la etapa \| Clasificación de la etapa \| Clasificación de la etapa \| Clasificación de la etapa \| \| Ciclista \| Ciclista \| Equipo \| Tiempo \| \| \| ------------------------- \| ------------------------- \| ------------------------- \| ------------------------- \| ------------------------- \| \| 1.º \| Walter Pedraza \| GW Shimano \| 4 h 43 min 17 s \| \| \| 2.º \| Juan Diego Alba \| Coldeportes-Zenú \| + 3 s \| \| \| 3.º \| Jonathan Caicedo \| Medellín \| + 5 s \| \| \| 4.º \| Óscar Sevilla \| Medellín \| + 1 min 16 s \| \| \| 5.º \| Sergio Higuita \| Manzana Postobón \| + 1 min 16 s \| \| \| 6.º \| Juan Pablo Suárez \| EPM \| + 1 min 16 s \| \| \| 7.º \| Alex Cano \| Coldeportes-Zenú \| + 1 min 16 s \| \| \| 8.º \| Fabio Duarte \| Manzana Postobón \| + 1 min 16 s \| \| \| 9.º \| Alexis Camacho \| Coldeportes-Zenú \| + 1 min 16 s \| \| \| 10.º \| Luis Felipe Laverde \| Coldeportes-Zenú \| + 1 min 16 s \| \| |                     |                  |                 |
| |                     |                  |                 |
| |                     |                  |                 |
| Clasificación de la etapa |                     |                  |                 |
| Ciclista | Ciclista            | Equipo           | Tiempo          |
| 1.º | Walter Pedraza      | GW Shimano       | 4 h 43 min 17 s |
| 2.º | Juan Diego Alba     | Coldeportes-Zenú | + 3 s           |
| 3.º | Jonathan Caicedo    | Medellín         | + 5 s           |
| 4.º | Óscar Sevilla       | Medellín         | + 1 min 16 s    |
| 5.º | Sergio Higuita      | Manzana Postobón | + 1 min 16 s    |
| 6.º | Juan Pablo Suárez   | EPM              | + 1 min 16 s    |
| 7.º | Alex Cano           | Coldeportes-Zenú | + 1 min 16 s    |
| 8.º | Fabio Duarte        | Manzana Postobón | + 1 min 16 s    |
| 9.º | Alexis Camacho      | Coldeportes-Zenú | + 1 min 16 s    |
| 10.º | Luis Felipe Laverde | Coldeportes-Zenú | + 1 min 16 s    |

| \| Clasificación general \| Clasificación general \| Clasificación general \| Clasificación general \| Clasificación general \| \| Ciclista \| Ciclista \| Equipo \| Tiempo \| \| \| --------------------- \| --------------------- \| ---------------------- \| --------------------- \| --------------------- \| \| 1.º \| Jonathan Caicedo \| Medellín \| 17 h 12 min 19 s \| \| \| 2.º \| Juan Pablo Suárez \| EPM \| + 42 s \| \| \| 3.º \| Rodrigo Contreras \| EPM \| + 57 s \| \| \| 4.º \| Sergio Higuita \| Manzana Postobón \| + 1 min 02 s \| \| \| 5.º \| Walter Pedraza \| GW Shimano \| + 1 min 06 s \| \| \| 6.º \| Juan Diego Alba \| Coldeportes-Zenú \| + 1 min 06 s \| \| \| 7.º \| Óscar Sevilla \| Medellín \| + 1 min 07 s \| \| \| 8.º \| Alex Cano \| Coldeportes-Zenú \| + 1 min 19 s \| \| \| 9.º \| José Tito Hernández \| Aguardiente Antioqueño \| + 1 min 46 s \| \| \| 10.º \| Fabio Duarte \| Manzana Postobón \| + 1 min 46 s \| \| |                     |                        |                  |
| |                     |                        |                  |
| |                     |                        |                  |
| Clasificación general |                     |                        |                  |
| Ciclista | Ciclista            | Equipo                 | Tiempo           |
| 1.º | Jonathan Caicedo    | Medellín               | 17 h 12 min 19 s |
| 2.º | Juan Pablo Suárez   | EPM                    | + 42 s           |
| 3.º | Rodrigo Contreras   | EPM                    | + 57 s           |
| 4.º | Sergio Higuita      | Manzana Postobón       | + 1 min 02 s     |
| 5.º | Walter Pedraza      | GW Shimano             | + 1 min 06 s     |
| 6.º | Juan Diego Alba     | Coldeportes-Zenú       | + 1 min 06 s     |
| 7.º | Óscar Sevilla       | Medellín               | + 1 min 07 s     |
| 8.º | Alex Cano           | Coldeportes-Zenú       | + 1 min 19 s     |
| 9.º | José Tito Hernández | Aguardiente Antioqueño | + 1 min 46 s     |
| 10.º | Fabio Duarte        | Manzana Postobón       | + 1 min 46 s     |

### 5.ª etapa
| Ibagué - Fusagasugá | etapa de media montaña | (134,6 km) |

| \| Clasificación de la etapa \| Clasificación de la etapa \| Clasificación de la etapa \| Clasificación de la etapa \| Clasificación de la etapa \| \| Ciclista \| Ciclista \| Equipo \| Tiempo \| \| \| ------------------------- \| ------------------------- \| -------------------------------- \| ------------------------- \| ------------------------- \| \| 1.º \| Juan Pablo Suárez \| EPM \| 3 h 14 min 34 s \| \| \| 2.º \| Óscar Sevilla \| Medellín \| + 2 s \| \| \| 3.º \| Brayan Hernández \| Bicicletas Strongman Coldeportes \| + 2 s \| \| \| 4.º \| Sergio Higuita \| Manzana Postobón \| + 2 s \| \| \| 5.º \| Alex Cano \| Coldeportes-Zenú \| + 6 s \| \| \| 6.º \| Jonathan Caicedo \| Medellín \| + 7 s \| \| \| 7.º \| Jhojan García \| Manzana Postobón \| + 7 s \| \| \| 8.º \| Didier Chaparro \| Supergiros \| + 7 s \| \| \| 9.º \| Fabio Duarte \| Manzana Postobón \| + 7 s \| \| \| 10.º \| José Serpa \| GW Shimano \| + 7 s \| \| |                   |                                  |                 |
| |                   |                                  |                 |
| |                   |                                  |                 |
| Clasificación de la etapa |                   |                                  |                 |
| Ciclista | Ciclista          | Equipo                           | Tiempo          |
| 1.º | Juan Pablo Suárez | EPM                              | 3 h 14 min 34 s |
| 2.º | Óscar Sevilla     | Medellín                         | + 2 s           |
| 3.º | Brayan Hernández  | Bicicletas Strongman Coldeportes | + 2 s           |
| 4.º | Sergio Higuita    | Manzana Postobón                 | + 2 s           |
| 5.º | Alex Cano         | Coldeportes-Zenú                 | + 6 s           |
| 6.º | Jonathan Caicedo  | Medellín                         | + 7 s           |
| 7.º | Jhojan García     | Manzana Postobón                 | + 7 s           |
| 8.º | Didier Chaparro   | Supergiros                       | + 7 s           |
| 9.º | Fabio Duarte      | Manzana Postobón                 | + 7 s           |
| 10.º | José Serpa        | GW Shimano                       | + 7 s           |

| \| Clasificación general \| Clasificación general \| Clasificación general \| Clasificación general \| Clasificación general \| \| Ciclista \| Ciclista \| Equipo \| Tiempo \| \| \| --------------------- \| --------------------- \| -------------------------------- \| --------------------- \| --------------------- \| \| 1.º \| Jonathan Caicedo \| Medellín \| 20 h 27 min 00 s \| \| \| 2.º \| Juan Pablo Suárez \| EPM \| + 25 s \| \| \| 3.º \| Brayan Hernández \| Bicicletas Strongman Coldeportes \| + 56 s \| \| \| 4.º \| Sergio Higuita \| Manzana Postobón \| + 57 s \| \| \| 5.º \| Walter Pedraza \| GW Shimano \| + 1 min 06 s \| \| \| 6.º \| Alex Cano \| Coldeportes-Zenú \| + 1 min 18 s \| \| \| 7.º \| Rodrigo Contreras \| EPM \| + 1 min 44 s \| \| \| 8.º \| Juan Diego Alba \| Coldeportes-Zenú \| + 1 min 46 s \| \| \| 9.º \| Fabio Duarte \| Manzana Postobón \| + 1 min 46 s \| \| \| 10.º \| Sebastián Caro \| Deprisa \| + 1 min 49 s \| \| |                   |                                  |                  |
| |                   |                                  |                  |
| |                   |                                  |                  |
| Clasificación general |                   |                                  |                  |
| Ciclista | Ciclista          | Equipo                           | Tiempo           |
| 1.º | Jonathan Caicedo  | Medellín                         | 20 h 27 min 00 s |
| 2.º | Juan Pablo Suárez | EPM                              | + 25 s           |
| 3.º | Brayan Hernández  | Bicicletas Strongman Coldeportes | + 56 s           |
| 4.º | Sergio Higuita    | Manzana Postobón                 | + 57 s           |
| 5.º | Walter Pedraza    | GW Shimano                       | + 1 min 06 s     |
| 6.º | Alex Cano         | Coldeportes-Zenú                 | + 1 min 18 s     |
| 7.º | Rodrigo Contreras | EPM                              | + 1 min 44 s     |
| 8.º | Juan Diego Alba   | Coldeportes-Zenú                 | + 1 min 46 s     |
| 9.º | Fabio Duarte      | Manzana Postobón                 | + 1 min 46 s     |
| 10.º | Sebastián Caro    | Deprisa                          | + 1 min 49 s     |

### 6.ª etapa
| Tocancipá - Sogamoso | etapa escarpada | (174,5 km) |

| \| Clasificación de la etapa \| Clasificación de la etapa \| Clasificación de la etapa \| Clasificación de la etapa \| Clasificación de la etapa \| \| Ciclista \| Ciclista \| Equipo \| Tiempo \| \| \| ------------------------- \| ------------------------- \| -------------------------------- \| ------------------------- \| ------------------------- \| \| 1.º \| Carlos Quintero \| Aguardiente Antioqueño \| 4 h 06 min 59 s \| \| \| 2.º \| Diego Ochoa \| EPM \| + 0 s \| \| \| 3.º \| Wilson Marentes \| EBSA Empresa de Energía Boyacá \| + 0 s \| \| \| 4.º \| Marco Suesca \| Boyacá es Para Vivirla \| + 0 s \| \| \| 5.º \| Yeison Andrés Chaparro \| Boyacá es Para Vivirla \| + 0 s \| \| \| 6.º \| Frank Osorio \| Bicicletas Strongman Coldeportes \| + 5 s \| \| \| 7.º \| Salvador Moreno Hernández \| Supergiros \| + 5 s \| \| \| 8.º \| Juan Sebastián Molano \| Manzana Postobón \| + 5 s \| \| \| 9.º \| Luis Carlos Chía \| AV Villas \| + 5 s \| \| \| 10.º \| Diego Armando Soracá \| Sogamoso Incluyente IRDS \| + 5 s \| \| |                           |                                  |                 |
| |                           |                                  |                 |
| |                           |                                  |                 |
| Clasificación de la etapa |                           |                                  |                 |
| Ciclista | Ciclista                  | Equipo                           | Tiempo          |
| 1.º | Carlos Quintero           | Aguardiente Antioqueño           | 4 h 06 min 59 s |
| 2.º | Diego Ochoa               | EPM                              | + 0 s           |
| 3.º | Wilson Marentes           | EBSA Empresa de Energía Boyacá   | + 0 s           |
| 4.º | Marco Suesca              | Boyacá es Para Vivirla           | + 0 s           |
| 5.º | Yeison Andrés Chaparro    | Boyacá es Para Vivirla           | + 0 s           |
| 6.º | Frank Osorio              | Bicicletas Strongman Coldeportes | + 5 s           |
| 7.º | Salvador Moreno Hernández | Supergiros                       | + 5 s           |
| 8.º | Juan Sebastián Molano     | Manzana Postobón                 | + 5 s           |
| 9.º | Luis Carlos Chía          | AV Villas                        | + 5 s           |
| 10.º | Diego Armando Soracá      | Sogamoso Incluyente IRDS         | + 5 s           |

| \| Clasificación general \| Clasificación general \| Clasificación general \| Clasificación general \| Clasificación general \| \| Ciclista \| Ciclista \| Equipo \| Tiempo \| \| \| --------------------- \| --------------------- \| --------------------- \| --------------------- \| --------------------- \| \| 1.º \| Jonathan Caicedo \| Medellín \| 24 h 34 min 04 s \| \| \| 2.º \| Juan Pablo Suárez \| EPM \| + 25 s \| \| \| 3.º \| Óscar Sevilla \| Medellín \| + 56 s \| \| \| 4.º \| Sergio Higuita \| Manzana Postobón \| + 57 s \| \| \| 5.º \| Walter Pedraza \| GW Shimano \| + 1 min 06 s \| \| \| 6.º \| Alex Cano \| Coldeportes-Zenú \| + 1 min 19 s \| \| \| 7.º \| Fabio Duarte \| Manzana Postobón \| + 1 min 46 s \| \| \| 8.º \| Sebastián Caro \| Deprisa \| + 1 min 49 s \| \| \| 9.º \| Didier Chaparro \| Supergiros \| + 1 min 49 s \| \| \| 10.º \| Rodrigo Contreras \| EPM \| + 1 min 54 s \| \| |                   |                  |                  |
| |                   |                  |                  |
| |                   |                  |                  |
| Clasificación general |                   |                  |                  |
| Ciclista | Ciclista          | Equipo           | Tiempo           |
| 1.º | Jonathan Caicedo  | Medellín         | 24 h 34 min 04 s |
| 2.º | Juan Pablo Suárez | EPM              | + 25 s           |
| 3.º | Óscar Sevilla     | Medellín         | + 56 s           |
| 4.º | Sergio Higuita    | Manzana Postobón | + 57 s           |
| 5.º | Walter Pedraza    | GW Shimano       | + 1 min 06 s     |
| 6.º | Alex Cano         | Coldeportes-Zenú | + 1 min 19 s     |
| 7.º | Fabio Duarte      | Manzana Postobón | + 1 min 46 s     |
| 8.º | Sebastián Caro    | Deprisa          | + 1 min 49 s     |
| 9.º | Didier Chaparro   | Supergiros       | + 1 min 49 s     |
| 10.º | Rodrigo Contreras | EPM              | + 1 min 54 s     |

### 7.ª etapa
| Paipa - Tunja | contrarreloj individual | (41,5 km) |

| \| Clasificación de la etapa \| Clasificación de la etapa \| Clasificación de la etapa \| Clasificación de la etapa \| Clasificación de la etapa \| \| Ciclista \| Ciclista \| Equipo \| Tiempo \| \| \| ------------------------- \| ------------------------- \| ------------------------- \| ------------------------- \| ------------------------- \| \| 1.º \| Rodrigo Contreras \| EPM \| 54 min 42 s \| \| \| 2.º \| Fabio Duarte \| Manzana Postobón \| + 15 s \| \| \| 3.º \| Jonathan Caicedo \| Medellín \| + 18 s \| \| \| 4.º \| Óscar Sevilla \| Medellín \| + 28 s \| \| \| 5.º \| Juan Pablo Suárez \| EPM \| + 51 s \| \| \| 6.º \| Walter Vargas \| Medellín \| + 1 min 01 s \| \| \| 7.º \| Alex Cano \| Coldeportes-Zenú \| + 1 min 30 s \| \| \| 8.º \| Omar Mendoza \| Medellín \| + 1 min 39 s \| \| \| 9.º \| Sergio Higuita \| Manzana Postobón \| + 2 min 15 s \| \| \| 10.º \| Jhojan García \| Manzana Postobón \| + 2 min 15 s \| \| |                   |                  |              |
| |                   |                  |              |
| |                   |                  |              |
| Clasificación de la etapa |                   |                  |              |
| Ciclista | Ciclista          | Equipo           | Tiempo       |
| 1.º | Rodrigo Contreras | EPM              | 54 min 42 s  |
| 2.º | Fabio Duarte      | Manzana Postobón | + 15 s       |
| 3.º | Jonathan Caicedo  | Medellín         | + 18 s       |
| 4.º | Óscar Sevilla     | Medellín         | + 28 s       |
| 5.º | Juan Pablo Suárez | EPM              | + 51 s       |
| 6.º | Walter Vargas     | Medellín         | + 1 min 01 s |
| 7.º | Alex Cano         | Coldeportes-Zenú | + 1 min 30 s |
| 8.º | Omar Mendoza      | Medellín         | + 1 min 39 s |
| 9.º | Sergio Higuita    | Manzana Postobón | + 2 min 15 s |
| 10.º | Jhojan García     | Manzana Postobón | + 2 min 15 s |

| \| Clasificación general \| Clasificación general \| Clasificación general \| Clasificación general \| Clasificación general \| \| Ciclista \| Ciclista \| Equipo \| Tiempo \| \| \| --------------------- \| --------------------- \| --------------------- \| --------------------- \| --------------------- \| \| 1.º \| Jonathan Caicedo \| Medellín \| 25 h 29 min 06 s \| \| \| 2.º \| Juan Pablo Suárez \| EPM \| + 58 s \| \| \| 3.º \| Óscar Sevilla \| Medellín \| + 1 min 06 s \| \| \| 4.º \| Rodrigo Contreras \| EPM \| + 1 min 25 s \| \| \| 5.º \| Fabio Duarte \| Manzana Postobón \| + 1 min 43 s \| \| \| 6.º \| Alex Cano \| Coldeportes-Zenú \| + 2 min 31 s \| \| \| 7.º \| Sergio Higuita \| Manzana Postobón \| + 2 min 54 s \| \| \| 8.º \| José Serpa \| GW Shimano \| + 4 min 07 s \| \| \| 9.º \| Sebastián Caro \| Deprisa \| + 4 min 46 s \| \| \| 10.º \| Luis Felipe Laverde \| Coldeportes-Zenú \| + 4 min 51 s \| \| |                     |                  |                  |
| |                     |                  |                  |
| |                     |                  |                  |
| Clasificación general |                     |                  |                  |
| Ciclista | Ciclista            | Equipo           | Tiempo           |
| 1.º | Jonathan Caicedo    | Medellín         | 25 h 29 min 06 s |
| 2.º | Juan Pablo Suárez   | EPM              | + 58 s           |
| 3.º | Óscar Sevilla       | Medellín         | + 1 min 06 s     |
| 4.º | Rodrigo Contreras   | EPM              | + 1 min 25 s     |
| 5.º | Fabio Duarte        | Manzana Postobón | + 1 min 43 s     |
| 6.º | Alex Cano           | Coldeportes-Zenú | + 2 min 31 s     |
| 7.º | Sergio Higuita      | Manzana Postobón | + 2 min 54 s     |
| 8.º | José Serpa          | GW Shimano       | + 4 min 07 s     |
| 9.º | Sebastián Caro      | Deprisa          | + 4 min 46 s     |
| 10.º | Luis Felipe Laverde | Coldeportes-Zenú | + 4 min 51 s     |

### 8.ª etapa
| Tunja - Barichara | etapa escarpada | (207,9 km) |

| \| Clasificación de la etapa \| Clasificación de la etapa \| Clasificación de la etapa \| Clasificación de la etapa \| Clasificación de la etapa \| \| Ciclista \| Ciclista \| Equipo \| Tiempo \| \| \| ------------------------- \| ------------------------- \| -------------------------------- \| ------------------------- \| ------------------------- \| \| 1.º \| Frank Osorio \| Bicicletas Strongman Coldeportes \| 4 h 40 min 27 s \| \| \| 2.º \| Diego Ochoa \| EPM \| + 3 s \| \| \| 3.º \| Robinson Chalapud \| Medellín \| + 10 s \| \| \| 4.º \| Aldemar Reyes Ortega \| Manzana Postobón \| + 13 s \| \| \| 5.º \| Diego Cano \| Bicicletas Strongman Coldeportes \| + 24 s \| \| \| 6.º \| Juan Pablo Suárez \| EPM \| + 2 min 25 s \| \| \| 7.º \| Óscar Sevilla \| Medellín \| + 2 min 25 s \| \| \| 8.º \| Jonathan Caicedo \| Medellín \| + 2 min 25 s \| \| \| 9.º \| Walter Pedraza \| GW Shimano \| + 2 min 28 s \| \| \| 10.º \| Edward Beltrán \| EPM \| + 2 min 32 s \| \| |                      |                                  |                 |
| |                      |                                  |                 |
| |                      |                                  |                 |
| Clasificación de la etapa |                      |                                  |                 |
| Ciclista | Ciclista             | Equipo                           | Tiempo          |
| 1.º | Frank Osorio         | Bicicletas Strongman Coldeportes | 4 h 40 min 27 s |
| 2.º | Diego Ochoa          | EPM                              | + 3 s           |
| 3.º | Robinson Chalapud    | Medellín                         | + 10 s          |
| 4.º | Aldemar Reyes Ortega | Manzana Postobón                 | + 13 s          |
| 5.º | Diego Cano           | Bicicletas Strongman Coldeportes | + 24 s          |
| 6.º | Juan Pablo Suárez    | EPM                              | + 2 min 25 s    |
| 7.º | Óscar Sevilla        | Medellín                         | + 2 min 25 s    |
| 8.º | Jonathan Caicedo     | Medellín                         | + 2 min 25 s    |
| 9.º | Walter Pedraza       | GW Shimano                       | + 2 min 28 s    |
| 10.º | Edward Beltrán       | EPM                              | + 2 min 32 s    |

| \| Clasificación general \| Clasificación general \| Clasificación general \| Clasificación general \| Clasificación general \| \| Ciclista \| Ciclista \| Equipo \| Tiempo \| \| \| --------------------- \| --------------------- \| --------------------- \| --------------------- \| --------------------- \| \| 1.º \| Jonathan Caicedo \| Medellín \| 30 h 11 min 58 s \| \| \| 2.º \| Juan Pablo Suárez \| EPM \| + 58 s \| \| \| 3.º \| Óscar Sevilla \| Medellín \| + 1 min 06 s \| \| \| 4.º \| Rodrigo Contreras \| EPM \| + 1 min 40 s \| \| \| 5.º \| Alex Cano \| Coldeportes-Zenú \| + 2 min 42 s \| \| \| 6.º \| Sergio Higuita \| Manzana Postobón \| + 3 min 09 s \| \| \| 7.º \| Fabio Duarte \| Manzana Postobón \| + 3 min 23 s \| \| \| 8.º \| Walter Pedraza \| GW Shimano \| + 5 min 02 s \| \| \| 9.º \| Luis Felipe Laverde \| Coldeportes-Zenú \| + 5 min 02 s \| \| \| 10.º \| Didier Chaparro \| Supergiros \| + 5 min 21 s \| \| |                     |                  |                  |
| |                     |                  |                  |
| |                     |                  |                  |
| Clasificación general |                     |                  |                  |
| Ciclista | Ciclista            | Equipo           | Tiempo           |
| 1.º | Jonathan Caicedo    | Medellín         | 30 h 11 min 58 s |
| 2.º | Juan Pablo Suárez   | EPM              | + 58 s           |
| 3.º | Óscar Sevilla       | Medellín         | + 1 min 06 s     |
| 4.º | Rodrigo Contreras   | EPM              | + 1 min 40 s     |
| 5.º | Alex Cano           | Coldeportes-Zenú | + 2 min 42 s     |
| 6.º | Sergio Higuita      | Manzana Postobón | + 3 min 09 s     |
| 7.º | Fabio Duarte        | Manzana Postobón | + 3 min 23 s     |
| 8.º | Walter Pedraza      | GW Shimano       | + 5 min 02 s     |
| 9.º | Luis Felipe Laverde | Coldeportes-Zenú | + 5 min 02 s     |
| 10.º | Didier Chaparro     | Supergiros       | + 5 min 21 s     |

### 9.ª etapa
| San Gil - Bucaramanga | etapa de montaña | (147,2 km) |

| \| Clasificación de la etapa \| Clasificación de la etapa \| Clasificación de la etapa \| Clasificación de la etapa \| Clasificación de la etapa \| \| Ciclista \| Ciclista \| Equipo \| Tiempo \| \| \| ------------------------- \| ------------------------- \| ------------------------- \| ------------------------- \| ------------------------- \| \| 1.º \| Freddy Montaña \| EPM \| 4 h 19 min 58 s \| \| \| 2.º \| Sebastián Caro \| Deprisa \| + 1 min 29 s \| \| \| 3.º \| Juan Pablo Suárez \| EPM \| + 1 min 31 s \| \| \| 4.º \| Jonathan Caicedo \| Medellín \| + 1 min 34 s \| \| \| 5.º \| Sergio Higuita \| Manzana Postobón \| + 1 min 34 s \| \| \| 6.º \| Óscar Sevilla \| Medellín \| + 1 min 34 s \| \| \| 7.º \| Fabio Duarte \| Manzana Postobón \| + 1 min 39 s \| \| \| 8.º \| Alex Cano \| Coldeportes-Zenú \| + 1 min 40 s \| \| \| 9.º \| Walter Pedraza \| GW Shimano \| + 1 min 49 s \| \| \| 10.º \| Didier Chaparro \| Supergiros \| + 1 min 54 s \| \| |                   |                  |                 |
| |                   |                  |                 |
| |                   |                  |                 |
| Clasificación de la etapa |                   |                  |                 |
| Ciclista | Ciclista          | Equipo           | Tiempo          |
| 1.º | Freddy Montaña    | EPM              | 4 h 19 min 58 s |
| 2.º | Sebastián Caro    | Deprisa          | + 1 min 29 s    |
| 3.º | Juan Pablo Suárez | EPM              | + 1 min 31 s    |
| 4.º | Jonathan Caicedo  | Medellín         | + 1 min 34 s    |
| 5.º | Sergio Higuita    | Manzana Postobón | + 1 min 34 s    |
| 6.º | Óscar Sevilla     | Medellín         | + 1 min 34 s    |
| 7.º | Fabio Duarte      | Manzana Postobón | + 1 min 39 s    |
| 8.º | Alex Cano         | Coldeportes-Zenú | + 1 min 40 s    |
| 9.º | Walter Pedraza    | GW Shimano       | + 1 min 49 s    |
| 10.º | Didier Chaparro   | Supergiros       | + 1 min 54 s    |

| \| Clasificación general \| Clasificación general \| Clasificación general \| Clasificación general \| Clasificación general \| \| Ciclista \| Ciclista \| Equipo \| Tiempo \| \| \| --------------------- \| --------------------- \| --------------------- \| --------------------- \| --------------------- \| \| 1.º \| Jonathan Caicedo \| Medellín \| 34 h 33 min 30 s \| \| \| 2.º \| Juan Pablo Suárez \| EPM \| + 51 s \| \| \| 3.º \| Óscar Sevilla \| Medellín \| + 1 min 06 s \| \| \| 4.º \| Alex Cano \| Coldeportes-Zenú \| + 2 min 37 s \| \| \| 5.º \| Sergio Higuita \| Manzana Postobón \| + 2 min 54 s \| \| \| 6.º \| Fabio Duarte \| Manzana Postobón \| + 3 min 28 s \| \| \| 7.º \| Sebastián Caro \| Deprisa \| + 4 min 35 s \| \| \| 8.º \| Walter Pedraza \| GW Shimano \| + 5 min 14 s \| \| \| 9.º \| Didier Chaparro \| Supergiros \| + 5 min 34 s \| \| \| 10.º \| Freddy Montaña \| EPM \| + 7 min 09 s \| \| |                   |                  |                  |
| |                   |                  |                  |
| |                   |                  |                  |
| Clasificación general |                   |                  |                  |
| Ciclista | Ciclista          | Equipo           | Tiempo           |
| 1.º | Jonathan Caicedo  | Medellín         | 34 h 33 min 30 s |
| 2.º | Juan Pablo Suárez | EPM              | + 51 s           |
| 3.º | Óscar Sevilla     | Medellín         | + 1 min 06 s     |
| 4.º | Alex Cano         | Coldeportes-Zenú | + 2 min 37 s     |
| 5.º | Sergio Higuita    | Manzana Postobón | + 2 min 54 s     |
| 6.º | Fabio Duarte      | Manzana Postobón | + 3 min 28 s     |
| 7.º | Sebastián Caro    | Deprisa          | + 4 min 35 s     |
| 8.º | Walter Pedraza    | GW Shimano       | + 5 min 14 s     |
| 9.º | Didier Chaparro   | Supergiros       | + 5 min 34 s     |
| 10.º | Freddy Montaña    | EPM              | + 7 min 09 s     |

### 10.ª etapa
| Bucaramanga - Barrancabermeja | etapa llana | (125 km) |

| \| Clasificación de la etapa \| Clasificación de la etapa \| Clasificación de la etapa \| Clasificación de la etapa \| Clasificación de la etapa \| \| Ciclista \| Ciclista \| Equipo \| Tiempo \| \| \| ------------------------- \| ------------------------- \| -------------------------------- \| ------------------------- \| ------------------------- \| \| 1.º \| Juan Sebastián Molano \| Manzana Postobón \| 2 h 41 min 38 s \| \| \| 2.º \| Johan Colón \| Coldeportes-Zenú \| + 0 s \| \| \| 3.º \| Cristian Talero \| GW Shimano \| + 0 s \| \| \| 4.º \| Diego Ochoa \| EPM \| + 0 s \| \| \| 5.º \| Juan Pablo Suárez \| EPM \| + 0 s \| \| \| 6.º \| Dalivier Ospina \| Coldeportes-Zenú \| + 0 s \| \| \| 7.º \| Róbigzon Oyola \| Medellín \| + 0 s \| \| \| 8.º \| Rafael Montiel \| Aguardiente Antioqueño \| + 0 s \| \| \| 9.º \| Yerson Sánchez Escobar \| BetPlay Cycling Team \| + 0 s \| \| \| 10.º \| Javier González Girón \| Bicicletas Strongman Coldeportes \| + 0 s \| \| |                        |                                  |                 |
| |                        |                                  |                 |
| |                        |                                  |                 |
| Clasificación de la etapa |                        |                                  |                 |
| Ciclista | Ciclista               | Equipo                           | Tiempo          |
| 1.º | Juan Sebastián Molano  | Manzana Postobón                 | 2 h 41 min 38 s |
| 2.º | Johan Colón            | Coldeportes-Zenú                 | + 0 s           |
| 3.º | Cristian Talero        | GW Shimano                       | + 0 s           |
| 4.º | Diego Ochoa            | EPM                              | + 0 s           |
| 5.º | Juan Pablo Suárez      | EPM                              | + 0 s           |
| 6.º | Dalivier Ospina        | Coldeportes-Zenú                 | + 0 s           |
| 7.º | Róbigzon Oyola         | Medellín                         | + 0 s           |
| 8.º | Rafael Montiel         | Aguardiente Antioqueño           | + 0 s           |
| 9.º | Yerson Sánchez Escobar | BetPlay Cycling Team             | + 0 s           |
| 10.º | Javier González Girón  | Bicicletas Strongman Coldeportes | + 0 s           |

| \| Clasificación general \| Clasificación general \| Clasificación general \| Clasificación general \| Clasificación general \| \| Ciclista \| Ciclista \| Equipo \| Tiempo \| \| \| --------------------- \| --------------------- \| --------------------- \| --------------------- \| --------------------- \| \| 1.º \| Jonathan Caicedo \| Medellín \| 37 h 15 min 08 s \| \| \| 2.º \| Juan Pablo Suárez \| EPM \| + 50 s \| \| \| 3.º \| Óscar Sevilla \| Medellín \| + 1 min 06 s \| \| \| 4.º \| Alex Cano \| Coldeportes-Zenú \| + 2 min 37 s \| \| \| 5.º \| Sergio Higuita \| Manzana Postobón \| + 2 min 54 s \| \| \| 6.º \| Fabio Duarte \| Manzana Postobón \| + 3 min 28 s \| \| \| 7.º \| Sebastián Caro \| Deprisa \| + 4 min 35 s \| \| \| 8.º \| Walter Pedraza \| GW Shimano \| + 5 min 14 s \| \| \| 9.º \| Didier Chaparro \| Supergiros \| + 5 min 34 s \| \| \| 10.º \| Freddy Montaña \| EPM \| + 7 min 09 s \| \| |                   |                  |                  |
| |                   |                  |                  |
| |                   |                  |                  |
| Clasificación general |                   |                  |                  |
| Ciclista | Ciclista          | Equipo           | Tiempo           |
| 1.º | Jonathan Caicedo  | Medellín         | 37 h 15 min 08 s |
| 2.º | Juan Pablo Suárez | EPM              | + 50 s           |
| 3.º | Óscar Sevilla     | Medellín         | + 1 min 06 s     |
| 4.º | Alex Cano         | Coldeportes-Zenú | + 2 min 37 s     |
| 5.º | Sergio Higuita    | Manzana Postobón | + 2 min 54 s     |
| 6.º | Fabio Duarte      | Manzana Postobón | + 3 min 28 s     |
| 7.º | Sebastián Caro    | Deprisa          | + 4 min 35 s     |
| 8.º | Walter Pedraza    | GW Shimano       | + 5 min 14 s     |
| 9.º | Didier Chaparro   | Supergiros       | + 5 min 34 s     |
| 10.º | Freddy Montaña    | EPM              | + 7 min 09 s     |

### 11.ª etapa
| Barrancabermeja - Puerto Boyacá | etapa llana | (221,3 km) |

| \| Clasificación de la etapa \| Clasificación de la etapa \| Clasificación de la etapa \| Clasificación de la etapa \| Clasificación de la etapa \| \| Ciclista \| Ciclista \| Equipo \| Tiempo \| \| \| ------------------------- \| ------------------------- \| -------------------------------- \| ------------------------- \| ------------------------- \| \| 1.º \| José Serpa \| GW Shimano \| 5 h 08 min 48 s \| \| \| 2.º \| Aldemar Reyes Ortega \| Manzana Postobón \| + 0 s \| \| \| 3.º \| Luis Felipe Laverde \| Coldeportes-Zenú \| + 9 s \| \| \| 4.º \| Bernardo Suaza \| Manzana Postobón \| + 10 s \| \| \| 5.º \| Jonathan Cañaveral \| Bicicletas Strongman Coldeportes \| + 13 s \| \| \| 6.º \| Nicolás Castro \| EPM \| + 13 s \| \| \| 7.º \| Rafael Montiel \| Aguardiente Antioqueño \| + 26 s \| \| \| 8.º \| Jordan Parra \| Manzana Postobón \| + 2 min 20 s \| \| \| 9.º \| Javier Gómez Pineda \| Boyacá es Para Vivirla \| + 2 min 20 s \| \| \| 10.º \| Diego Ruiz \| BetPlay Cycling Team \| + 2 min 20 s \| \| |                      |                                  |                 |
| |                      |                                  |                 |
| |                      |                                  |                 |
| Clasificación de la etapa |                      |                                  |                 |
| Ciclista | Ciclista             | Equipo                           | Tiempo          |
| 1.º | José Serpa           | GW Shimano                       | 5 h 08 min 48 s |
| 2.º | Aldemar Reyes Ortega | Manzana Postobón                 | + 0 s           |
| 3.º | Luis Felipe Laverde  | Coldeportes-Zenú                 | + 9 s           |
| 4.º | Bernardo Suaza       | Manzana Postobón                 | + 10 s          |
| 5.º | Jonathan Cañaveral   | Bicicletas Strongman Coldeportes | + 13 s          |
| 6.º | Nicolás Castro       | EPM                              | + 13 s          |
| 7.º | Rafael Montiel       | Aguardiente Antioqueño           | + 26 s          |
| 8.º | Jordan Parra         | Manzana Postobón                 | + 2 min 20 s    |
| 9.º | Javier Gómez Pineda  | Boyacá es Para Vivirla           | + 2 min 20 s    |
| 10.º | Diego Ruiz           | BetPlay Cycling Team             | + 2 min 20 s    |

| \| Clasificación general \| Clasificación general \| Clasificación general \| Clasificación general \| Clasificación general \| \| Ciclista \| Ciclista \| Equipo \| Tiempo \| \| \| --------------------- \| --------------------- \| --------------------- \| --------------------- \| --------------------- \| \| 1.º \| Jonathan Caicedo \| Medellín \| 42 h 26 min 16 s \| \| \| 2.º \| Juan Pablo Suárez \| EPM \| + 50 s \| \| \| 3.º \| Óscar Sevilla \| Medellín \| + 1 min 06 s \| \| \| 4.º \| Alex Cano \| Coldeportes-Zenú \| + 2 min 37 s \| \| \| 5.º \| Sergio Higuita \| Manzana Postobón \| + 2 min 54 s \| \| \| 6.º \| Fabio Duarte \| Manzana Postobón \| + 3 min 28 s \| \| \| 7.º \| Sebastián Caro \| Deprisa \| + 4 min 35 s \| \| \| 8.º \| Walter Pedraza \| GW Shimano \| + 5 min 14 s \| \| \| 9.º \| Didier Chaparro \| Supergiros \| + 5 min 34 s \| \| \| 10.º \| Freddy Montaña \| EPM \| + 7 min 09 s \| \| |                   |                  |                  |
| |                   |                  |                  |
| |                   |                  |                  |
| Clasificación general |                   |                  |                  |
| Ciclista | Ciclista          | Equipo           | Tiempo           |
| 1.º | Jonathan Caicedo  | Medellín         | 42 h 26 min 16 s |
| 2.º | Juan Pablo Suárez | EPM              | + 50 s           |
| 3.º | Óscar Sevilla     | Medellín         | + 1 min 06 s     |
| 4.º | Alex Cano         | Coldeportes-Zenú | + 2 min 37 s     |
| 5.º | Sergio Higuita    | Manzana Postobón | + 2 min 54 s     |
| 6.º | Fabio Duarte      | Manzana Postobón | + 3 min 28 s     |
| 7.º | Sebastián Caro    | Deprisa          | + 4 min 35 s     |
| 8.º | Walter Pedraza    | GW Shimano       | + 5 min 14 s     |
| 9.º | Didier Chaparro   | Supergiros       | + 5 min 34 s     |
| 10.º | Freddy Montaña    | EPM              | + 7 min 09 s     |

### 12.ª etapa
| Puerto Boyacá - La Unión | etapa de montaña | (201 km) |

| \| Clasificación de la etapa \| Clasificación de la etapa \| Clasificación de la etapa \| Clasificación de la etapa \| Clasificación de la etapa \| \| Ciclista \| Ciclista \| Equipo \| Tiempo \| \| \| ------------------------- \| ------------------------- \| ------------------------- \| ------------------------- \| ------------------------- \| \| 1.º \| Salvador Moreno Hernández \| Supergiros \| 5 h 35 min 57 s \| \| \| 2.º \| Juan Pablo Suárez \| EPM \| + 29 s \| \| \| 3.º \| Óscar Sevilla \| Medellín \| + 29 s \| \| \| 4.º \| Alex Cano \| Coldeportes-Zenú \| + 29 s \| \| \| 5.º \| Sergio Higuita \| Manzana Postobón \| + 32 s \| \| \| 6.º \| Fabio Duarte \| Manzana Postobón \| + 32 s \| \| \| 7.º \| Jonathan Caicedo \| Medellín \| + 32 s \| \| \| 8.º \| Carlos Quintero \| Aguardiente Antioqueño \| + 34 s \| \| \| 9.º \| Walter Pedraza \| GW Shimano \| + 34 s \| \| \| 10.º \| Didier Chaparro \| Supergiros \| + 37 s \| \| |                           |                        |                 |
| |                           |                        |                 |
| |                           |                        |                 |
| Clasificación de la etapa |                           |                        |                 |
| Ciclista | Ciclista                  | Equipo                 | Tiempo          |
| 1.º | Salvador Moreno Hernández | Supergiros             | 5 h 35 min 57 s |
| 2.º | Juan Pablo Suárez         | EPM                    | + 29 s          |
| 3.º | Óscar Sevilla             | Medellín               | + 29 s          |
| 4.º | Alex Cano                 | Coldeportes-Zenú       | + 29 s          |
| 5.º | Sergio Higuita            | Manzana Postobón       | + 32 s          |
| 6.º | Fabio Duarte              | Manzana Postobón       | + 32 s          |
| 7.º | Jonathan Caicedo          | Medellín               | + 32 s          |
| 8.º | Carlos Quintero           | Aguardiente Antioqueño | + 34 s          |
| 9.º | Walter Pedraza            | GW Shimano             | + 34 s          |
| 10.º | Didier Chaparro           | Supergiros             | + 37 s          |

| \| Clasificación general \| Clasificación general \| Clasificación general \| Clasificación general \| Clasificación general \| \| Ciclista \| Ciclista \| Equipo \| Tiempo \| \| \| --------------------- \| --------------------- \| --------------------- \| --------------------- \| --------------------- \| \| 1.º \| Jonathan Caicedo \| Medellín \| 48 h 02 min 45 s \| \| \| 2.º \| Juan Pablo Suárez \| EPM \| + 41 s \| \| \| 3.º \| Óscar Sevilla \| Medellín \| + 59 s \| \| \| 4.º \| Alex Cano \| Coldeportes-Zenú \| + 2 min 34 s \| \| \| 5.º \| Sergio Higuita \| Manzana Postobón \| + 2 min 54 s \| \| \| 6.º \| Fabio Duarte \| Manzana Postobón \| + 3 min 28 s \| \| \| 7.º \| Walter Pedraza \| GW Shimano \| + 5 min 16 s \| \| \| 8.º \| Sebastián Caro \| Deprisa \| + 5 min 16 s \| \| \| 9.º \| Didier Chaparro \| Supergiros \| + 5 min 39 s \| \| \| 10.º \| Freddy Montaña \| EPM \| + 7 min 17 s \| \| |                   |                  |                  |
| |                   |                  |                  |
| |                   |                  |                  |
| Clasificación general |                   |                  |                  |
| Ciclista | Ciclista          | Equipo           | Tiempo           |
| 1.º | Jonathan Caicedo  | Medellín         | 48 h 02 min 45 s |
| 2.º | Juan Pablo Suárez | EPM              | + 41 s           |
| 3.º | Óscar Sevilla     | Medellín         | + 59 s           |
| 4.º | Alex Cano         | Coldeportes-Zenú | + 2 min 34 s     |
| 5.º | Sergio Higuita    | Manzana Postobón | + 2 min 54 s     |
| 6.º | Fabio Duarte      | Manzana Postobón | + 3 min 28 s     |
| 7.º | Walter Pedraza    | GW Shimano       | + 5 min 16 s     |
| 8.º | Sebastián Caro    | Deprisa          | + 5 min 16 s     |
| 9.º | Didier Chaparro   | Supergiros       | + 5 min 39 s     |
| 10.º | Freddy Montaña    | EPM              | + 7 min 17 s     |

### 13.ª etapa
| Medellín - Medellín | etapa escarpada | (100 km) |

| \| Clasificación de la etapa \| Clasificación de la etapa \| Clasificación de la etapa \| Clasificación de la etapa \| Clasificación de la etapa \| \| Ciclista \| Ciclista \| Equipo \| Tiempo \| \| \| ------------------------- \| ------------------------- \| ------------------------- \| ------------------------- \| ------------------------- \| \| 1.º \| Juan Sebastián Molano \| Manzana Postobón \| 1 h 57 min 03 s \| \| \| 2.º \| Cristian Talero \| GW Shimano \| + 0 s \| \| \| 3.º \| Steven Cuesta \| Deprisa \| + 0 s \| \| \| 4.º \| Johan Colón \| Coldeportes-Zenú \| + 0 s \| \| \| 5.º \| Jaime Castañeda \| Aguardiente Antioqueño \| + 0 s \| \| \| 6.º \| Juan Pablo Suárez \| EPM \| + 0 s \| \| \| 7.º \| Weimar Roldán \| Medellín \| + 0 s \| \| \| 8.º \| Félix Barón \| Illuminate \| + 0 s \| \| \| 9.º \| Juan Pablo Rendón \| GW Shimano \| + 0 s \| \| \| 10.º \| Edgar Tique Ávila \| Tolima es Pasión \| + 0 s \| \| |                       |                        |                 |
| |                       |                        |                 |
| |                       |                        |                 |
| Clasificación de la etapa |                       |                        |                 |
| Ciclista | Ciclista              | Equipo                 | Tiempo          |
| 1.º | Juan Sebastián Molano | Manzana Postobón       | 1 h 57 min 03 s |
| 2.º | Cristian Talero       | GW Shimano             | + 0 s           |
| 3.º | Steven Cuesta         | Deprisa                | + 0 s           |
| 4.º | Johan Colón           | Coldeportes-Zenú       | + 0 s           |
| 5.º | Jaime Castañeda       | Aguardiente Antioqueño | + 0 s           |
| 6.º | Juan Pablo Suárez     | EPM                    | + 0 s           |
| 7.º | Weimar Roldán         | Medellín               | + 0 s           |
| 8.º | Félix Barón           | Illuminate             | + 0 s           |
| 9.º | Juan Pablo Rendón     | GW Shimano             | + 0 s           |
| 10.º | Edgar Tique Ávila     | Tolima es Pasión       | + 0 s           |

## Clasificaciones finales
- Las clasificaciones finalizaron de la siguiente forma:[8]

### Clasificación general
| \| Clasificación general \| Clasificación general \| Clasificación general \| Clasificación general \| Clasificación general \| \| Ciclista \| Ciclista \| Equipo \| Tiempo \| \| \| --------------------- \| --------------------- \| -------------------------------- \| --------------------- \| --------------------- \| \| 1.º \| Jonathan Caicedo \| Medellín \| 49 h 59 min 48 s \| \| \| 2.º \| Juan Pablo Suárez \| EPM \| + 41 s \| \| \| 3.º \| Óscar Sevilla \| Medellín \| + 59 s \| \| \| 4.º \| Alex Cano \| Coldeportes-Zenú \| + 2 min 34 s \| \| \| 5.º \| Sergio Higuita \| Manzana Postobón \| + 2 min 54 s \| \| \| 6.º \| Fabio Duarte \| Manzana Postobón \| + 3 min 28 s \| \| \| 7.º \| Sebastián Caro \| Deprisa \| + 5 min 14 s \| \| \| 8.º \| Walter Pedraza \| GW Shimano \| + 5 min 16 s \| \| \| 9.º \| Didier Chaparro \| Supergiros \| + 5 min 39 s \| \| \| 10.º \| Brayan Hernández \| Bicicletas Strongman Coldeportes \| + 7 min 53 s \| \| |                   |                                  |                  |
| |                   |                                  |                  |
| |                   |                                  |                  |
| Clasificación general |                   |                                  |                  |
| Ciclista | Ciclista          | Equipo                           | Tiempo           |
| 1.º | Jonathan Caicedo  | Medellín                         | 49 h 59 min 48 s |
| 2.º | Juan Pablo Suárez | EPM                              | + 41 s           |
| 3.º | Óscar Sevilla     | Medellín                         | + 59 s           |
| 4.º | Alex Cano         | Coldeportes-Zenú                 | + 2 min 34 s     |
| 5.º | Sergio Higuita    | Manzana Postobón                 | + 2 min 54 s     |
| 6.º | Fabio Duarte      | Manzana Postobón                 | + 3 min 28 s     |
| 7.º | Sebastián Caro    | Deprisa                          | + 5 min 14 s     |
| 8.º | Walter Pedraza    | GW Shimano                       | + 5 min 16 s     |
| 9.º | Didier Chaparro   | Supergiros                       | + 5 min 39 s     |
| 10.º | Brayan Hernández  | Bicicletas Strongman Coldeportes | + 7 min 53 s     |

### Clasificación por puntos
| Clasificación por puntos | Clasificación por puntos | Clasificación por puntos | Clasificación por puntos | Clasificación por puntos |
| Ciclista                 | Ciclista                 | Equipo                   | Puntos                   |                          |
| ------------------------ | ------------------------ | ------------------------ | ------------------------ | ------------------------ |
| 1.º                      | Juan Pablo Suárez        | EPM                      | 93 pts                   |                          |
| 2.º                      | Óscar Sevilla            | Medellín                 | 62 pts                   |                          |
| 3.º                      | Jonathan Caicedo         | Medellín                 | 54 pts                   |                          |
| 4.º                      | Juan Sebastián Molano    | Manzana Postobón         | 51 pts                   |                          |
| 5.º                      | Carlos Quintero          | Aguardiente Antioqueño   | 50 pts                   |                          |
| 6.º                      | Diego Ochoa              | EPM                      | 47 pts                   |                          |
| 7.º                      | Sergio Higuita           | Manzana Postobón         | 46 pts                   |                          |
| 8.º                      | Cristian Talero          | GW Shimano               | 40 pts                   |                          |
| 9.º                      | Johan Colón              | Coldeportes-Zenú         | 38 pts                   |                          |
| 10.º                     | Alex Cano                | Coldeportes-Zenú         | 36 pts                   |                          |

### Clasificación de la montaña
| Clasificación de la montaña | Clasificación de la montaña | Clasificación de la montaña      | Clasificación de la montaña | Clasificación de la montaña |
| Ciclista                    | Ciclista                    | Equipo                           | Puntos                      |                             |
| --------------------------- | --------------------------- | -------------------------------- | --------------------------- | --------------------------- |
| 1.º                         | Brayan Hernández            | Bicicletas Strongman Coldeportes | 39 pts                      |                             |
| 2.º                         | Walter Pedraza              | GW Shimano                       | 32 pts                      |                             |
| 3.º                         | Jonathan Caicedo            | Medellín                         | 29 pts                      |                             |
| 4.º                         | Juan Pablo Suárez           | EPM                              | 24 pts                      |                             |
| 5.º                         | Edwar Stiber Ortiz Caro     | Aguardiente Antioqueño           | 23 pts                      |                             |
| 6.º                         | Sebastián Caro              | Deprisa                          | 20 pts                      |                             |
| 7.º                         | Carlos Quintero             | Aguardiente Antioqueño           | 17 pts                      |                             |
| 8.º                         | Juan Diego Alba             | Coldeportes-Zenú                 | 16 pts                      |                             |
| 9.º                         | Sergio Higuita              | Manzana Postobón                 | 14 pts                      |                             |
| 10.º                        | Yerson Sánchez Escobar      | BetPlay Cycling Team             | 10 pts                      |                             |

### Clasificación sprint especial (metas volantes)
| Clasificación de las metas volantes | Clasificación de las metas volantes | Clasificación de las metas volantes | Clasificación de las metas volantes | Clasificación de las metas volantes |
| Ciclista                            | Ciclista                            | Equipo                              | Puntos                              |                                     |
| ----------------------------------- | ----------------------------------- | ----------------------------------- | ----------------------------------- | ----------------------------------- |
| 1.º                                 | Carlos Quintero                     | Aguardiente Antioqueño              | 31 pts                              |                                     |
| 2.º                                 | Javier Gómez Pineda                 | Boyacá es Para Vivirla              | 18 pts                              |                                     |
| 3.º                                 | Dalivier Ospina                     | Coldeportes-Zenú                    | 16 pts                              |                                     |
| 4.º                                 | Wilmar Castro                       | Bicicletas Strongman Coldeportes    | 9 pts                               |                                     |
| 5.º                                 | Cristian Talero                     | GW Shimano                          | 8 pts                               |                                     |
| 6.º                                 | Óscar Quiroz                        | Bicicletas Strongman Coldeportes    | 7 pts                               |                                     |
| 7.º                                 | Cristhian Montoya                   | Medellín                            | 7 pts                               |                                     |
| 8.º                                 | Edwin Carvajal                      | EPM                                 | 6 pts                               |                                     |
| 9.º                                 | Johan Colón                         | Coldeportes-Zenú                    | 6 pts                               |                                     |
| 10.º                                | Juan Diego Alba                     | Coldeportes-Zenú                    | 6 pts                               |                                     |

### Clasificación sub-23
| Clasificación sub-23 | Clasificación sub-23 | Clasificación sub-23             | Clasificación sub-23 | Clasificación sub-23 |
| Ciclista             | Ciclista             | Equipo                           | Tiempo               |                      |
| -------------------- | -------------------- | -------------------------------- | -------------------- | -------------------- |
| 1.º                  | Sergio Higuita       | Manzana Postobón                 | 50 h 02 min 42 s     |                      |
| 2.º                  | Brayan Hernández     | Bicicletas Strongman Coldeportes | + 4 min 59 s         |                      |
| 3.º                  | Jhojan García        | Manzana Postobón                 | + 14 min 57 s        |                      |
| 4.º                  | Juan Diego Alba      | Coldeportes-Zenú                 | + 17 min 15 s        |                      |
| 5.º                  | Wilmar Paredes       | Manzana Postobón                 | + 51 min 17 s        |                      |
| 6.º                  | Robinson Ortega      | Boyacá es Para Vivirla           | + 56 min 41 s        |                      |
| 7.º                  | Camilo Castro        | AV Villas                        | + 1 h 18 min 05 s    |                      |
| 8.º                  | Santiago Buitrago    | AV Villas                        | + 1 h 27 min 06 s    |                      |
| 9.º                  | Rafael Hernández     | Aguardiente Néctar 4WD IMRD Chía | + 1 h 37 min 52 s    |                      |
| 10.º                 | Jonathan Cañaveral   | Bicicletas Strongman Coldeportes | + 1 h 56 min 42 s    |                      |

### Clasificación por equipos
| Clasificación por equipos | Clasificación por equipos        | Clasificación por equipos | Clasificación por equipos |
| Equipo                    | Equipo                           | Tiempo                    |                           |
| ------------------------- | -------------------------------- | ------------------------- | ------------------------- |
| 1.º                       | Medellín                         | 149 h 30 min 47 s         |                           |
| 2.º                       | EPM                              | + 11 s                    |                           |
| 3.º                       | Manzana Postobón                 | + 5 min 23 s              |                           |
| 4.º                       | Coldeportes-Zenú                 | + 18 min 01 s             |                           |
| 5.º                       | Deprisa                          | + 30 min 02 s             |                           |
| 6.º                       | Bicicletas Strongman Coldeportes | + 40 min 43 s             |                           |
| 7.º                       | GW Shimano                       | + 59 min 37 s             |                           |
| 8.º                       | Aguardiente Antioqueño           | + 1 h 24 min 12 s         |                           |
| 9.º                       | Boyacá es Para Vivirla           | + 1 h 51 min 54 s         |                           |
| 10.º                      | Supergiros                       | + 2 h 43 min 47 s         |                           |

## Evolución de las clasificaciones
| Etapa                   | Ganador de etapa        | Clasificación general | Clasificación por puntos | Clasificación de la montaña | Clasificación sprint especial | Clasificación de los jóvenes | Clasificación de los novatos | Clasificación por equipos        |
| ----------------------- | ----------------------- | --------------------- | ------------------------ | --------------------------- | ----------------------------- | ---------------------------- | ---------------------------- | -------------------------------- |
| Prólogo                 | Rodrigo Contreras       | Rodrigo Contreras     | Rodrigo Contreras        | Juan Pablo Suárez           | José Tito Hernández           | Jhojan García                | Jhojan García                | EPM-Scott                        |
| 1.ª                     | Juan Sebastián Molano   | Rodrigo Contreras     | Juan Sebastián Molano    | Juan Pablo Suárez           | Dalivier Ospina               | Jhojan García                | Jhojan García                | Bicicletas Strongman-Coldeportes |
| 2.ª                     | Diego Ochoa             | Rodrigo Contreras     | Diego Ochoa              | Juan Pablo Suárez           | Dalivier Ospina               | Jhojan García                | Jhojan García                | Bicicletas Strongman-Coldeportes |
| 3.ª                     | Sergio Higuita          | Juan Pablo Suárez     | Juan Pablo Suárez        | Sergio Higuita              | Dalivier Ospina               | Sergio Higuita               | Jhojan García                | EPM-Scott                        |
| 4.ª                     | Walter Pedraza          | Jonathan Caicedo      | Juan Pablo Suárez        | Jonathan Caicedo            | Dalivier Ospina               | Sergio Higuita               | Brayan Hernández             | Team Medellín                    |
| 5.ª                     | Juan Pablo Suárez       | Jonathan Caicedo      | Juan Pablo Suárez        | Jonathan Caicedo            | Dalivier Ospina               | Sergio Higuita               | Brayan Hernández             | Team Medellín                    |
| 6.ª                     | Carlos Julián Quintero  | Jonathan Caicedo      | Juan Pablo Suárez        | Stiber Ortiz                | Carlos Julián Quintero        | Sergio Higuita               | Brayan Hernández             | Team Medellín                    |
| 7.ª                     | Rodrigo Contreras       | Jonathan Caicedo      | Juan Pablo Suárez        | Stiber Ortiz                | Carlos Julián Quintero        | Sergio Higuita               | Brayan Hernández             | Team Medellín                    |
| 8.ª                     | Frank Osorio            | Jonathan Caicedo      | Juan Pablo Suárez        | Walter Pedraza              | Carlos Julián Quintero        | Sergio Higuita               | Brayan Hernández             | Team Medellín                    |
| 9.ª                     | Freddy Montaña          | Jonathan Caicedo      | Juan Pablo Suárez        | Jonathan Caicedo            | Carlos Julián Quintero        | Sergio Higuita               | Brayan Hernández             | Team Medellín                    |
| 10.ª                    | Juan Sebastián Molano   | Jonathan Caicedo      | Juan Pablo Suárez        | Freddy Montaña              | Carlos Julián Quintero        | Sergio Higuita               | Brayan Hernández             | Team Medellín                    |
| 11.ª                    | José Serpa              | Jonathan Caicedo      | Juan Pablo Suárez        | Freddy Montaña              | Carlos Julián Quintero        | Sergio Higuita               | Brayan Hernández             | Team Medellín                    |
| 12.ª                    | Salvador Moreno         | Jonathan Caicedo      | Juan Pablo Suárez        | Brayan Hernández            | Carlos Julián Quintero        | Sergio Higuita               | Brayan Hernández             | Team Medellín                    |
| 13.ª                    | Juan Sebastián Molano   | Jonathan Caicedo      | Juan Pablo Suárez        | Brayan Hernández            | Carlos Julián Quintero        | Sergio Higuita               | Brayan Hernández             | Team Medellín                    |
| Clasificaciones finales | Clasificaciones finales | Jonathan Caicedo      | Juan Pablo Suárez        | Brayan Hernández            | Carlos Julián Quintero        | Sergio Higuita               | Brayan Hernández             | Team Medellín                    |

## Transmisión
- Colombia - RCN Televisión, Streaming RCN HD2